# タイム・アフター・タイム (映画)
『タイム・アフター・タイム』（Time After Time）は、1979年に公開されたアメリカ合衆国のSF映画。1980年、アボリアッツ国際ファンタスティック映画祭グランプリ受賞。
2017年にはスピンオフのテレビドラマシリーズ『タイム・アフター・タイム ～ H・G・ウェルズの冒険』（Time After Time）が放送された。

## ストーリー
舞台は1893年のロンドン。執筆家としてのみならず、多彩な才能で活躍中の若きH・G・ウェルズの家に友人たちが集まっていた。彼の新発明『タイムマシン』のお披露目である。
誰もがその性能を信じられず、また実際に機械を試してみることもできず見守る中、ウェルズ家の家政婦が警官の来訪を告げた。切り裂きジャックの捜査のために、現場付近の家を一軒一軒回っているのだという。
ウェルズの友人であり、この日の会合に遅参したスティーヴンソン医師の鞄から血だらけの手袋を見つけた警官は、スティーヴンソンの姿を探した。だが彼の姿はどこにも見当たらず、タイムマシンも消え去っていた。
やがてウェルズたちの目前でタイムマシンが実体化した。未来に逃亡したスティーヴンソンを降ろした後、自動操縦で戻ってきたのだ。タイムマシンの計器を確認すると、行き先は未来の1979年だった。
「未来世界に殺人鬼・切り裂きジャックを放置しておくわけにはいけない…。」
若きウェルズは時を超えた追跡を決心する。

## キャスト
| 役名                     | 俳優                           | 日本語吹替                                                                         |
| 役名                     | 俳優                           | テレビ朝日版                                                                       |
| ------------------------ | ------------------------------ | ---------------------------------------------------------------------------------- |
| H・G・ウェルズ           | マルコム・マクダウェル         | 野沢那智                                                                           |
| ジョン・スティーヴンソン | デビッド・ワーナー             | 石田太郎                                                                           |
| エイミー・ロビンス       | メアリー・スティーンバージェン | 高島雅羅                                                                           |
| キャロル                 | ジェラルディン・バロン         | 吉田理保子                                                                         |
| ミッチェル警部補         | チャールズ・シオフィ           | 細井重之                                                                           |
| アダムス                 | ジョゼフ・メイハー             | 大木民夫                                                                           |
| リチャードソン           | レオ・ルイス                   | 安田隆                                                                             |
| ハーディング             | キース・マコーネル             | 峰恵研                                                                             |
| エドワーズ               | ジェームズ・ギャレット         | 仲木隆司                                                                           |
| 博物館の少年             | コリー・フェルドマン           |                                                                                    |
| 不明 その他              |                                | 藤本譲 北村弘一 村松康雄 千田光男 榊原良子 高橋ひろ子 勝生真沙子 藤城裕士 西村知道 |
|                          |                                |                                                                                    |
| 演出                     | 演出                           | 山田悦司                                                                           |
| 翻訳                     | 翻訳                           | 平田勝茂                                                                           |
| 効果                     | 効果                           | 遠藤堯雄/桜井俊哉                                                                  |
| 調整                     | 調整                           | 小野敦志                                                                           |
| 制作                     | 制作                           | 東北新社                                                                           |
| 解説                     | 解説                           | 淀川長治                                                                           |
| 初回放送                 | 初回放送                       | 1985年12月15日 『日曜洋画劇場』                                                    |

## スタッフ
- 監督・脚本：ニコラス・メイヤー
- 製作：ハーブ・ジャフィ
- 原案：カール・アレクサンダー/スチーブ・ヘイズ
- 撮影：ポール・ローマン
- 編集：ドン・カンバーン
- SFX：ラリー・フェンテス、ジム・ブロンド
- 音楽：ミクロス・ローザ
- 美術：エドワード・V・カーファグノ
- 衣装（デザイン）：サル・アンソニー/ イボンヌ・カビス
- 日本語字幕：岡枝慎二[3]

## 備考
- 作中でウェルズが発明する、アール・デコ調の装飾が施されたポストモダン風タイムマシンは、1959年のアメリカ映画『タイム・マシン 80万年後の世界へ』に対するオマージュである。
- この作品の共演が縁となり、ウェルズ役のマルコム・マクダウェルとエイミー役のメアリー・スティーンバージェンは結婚した（ただし後に離婚）。
- ヒロインを演じたメアリー・スティーンバージェンは、後年出演した『バック・トゥ・ザ・フューチャー PART3』でも、時間旅行者の恋人役で出演している。
- シンディ・ローパーの代表曲『タイム・アフター・タイム』のタイトルは、ローパーがTV雑誌で見つけた本作から採られた[4][5][2]。

## 受賞
1980年のアボリアッツ国際ファンタスティック映画祭でグランプリを受賞したほか、1979年度のサターン賞（第7回）で脚本賞、音楽賞、メアリー・スティーンバージェンが主演女優賞を受賞し、ナショナル・ボード・オブ・レビューではトップ10フィルムに選ばれた。